# El regreso de la manada
El regreso de la manada es una pintura al óleo sobre tabla de Pieter Brueghel el Viejo realizada en el año 1565. La pintura es una en una serie de seis obras, cinco de las cuales se conservan intactas, que representan diferentes épocas del año. El cuadro está actualmente en la colección del Museo de Historia del Arte de Viena (Austria). 
Nótese el movimiento en el sentido de las agujas del reloj que presenta la pintura y sus contrastes temáticos. Hay movimiento no sólo con el río que fluye corriente abajo, sino también por la vacada que se mueve caminando lenta y pesadamente colina arriba. Un punto de contraste es la facilidad con la que el agua fluye corriente abajo, contra el esfuerzo visible de los humanos a la hora de guiar su manada al hogar, lejos de una tormenta. La pintura recuerda que los logros humanos, al trabajar con la naturaleza por sobrevivir, es un desafío constante. Las montañas proporcionan otro contraste con sus picos marcados que dan una sensación de aislamiento eterno, haciendo un telón de fondo desolado a las labores familiares y diarias de los granjeros.

## Las demás obras de la serie
De esta misma serie sobre los meses existen otras cuatro pinturas, todas ellas del año 1565:
- Día triste o Día nublado (febrero-marzo), actualmente en el Museo de Historia del Arte de Viena
- La siega del heno (junio-julio), Palacio de Lobkowicz, en el Castillo de Praga
- Los cosechadores (agosto-septiembre), Museo Metropolitano de Arte, Nueva York
- Los cazadores en la nieve, Museo de Historia del Arte de Viena